# La Raison dans l'histoire

La Raison dans l'histoire (en allemand : Vernunft in der Geschichte) est une œuvre philosophique de Georg Hegel qui traite de philosophie de l'histoire. L'ouvrage est à l'origine une introduction aux Leçons sur la philosophie de l'histoire du même auteur. Publiée de manière posthume en 1837, la Raison dans l'histoire permet à Hegel d'exposer la thèse principale des Leçons selon laquelle la Raison, qui est Liberté, gouverne l'Histoire.

## Historique
La Raison dans l'histoire est le nom donné à la longue introduction à l’œuvre des Leçons sur la philosophie de l'histoire. Le texte est parfois édité conjointement avec les Leçons.

## Plan

### Introduction de 1822 et 1828: types d'historiographie
L'introduction de 1822 et 1828 reproduit le cours introductif qu'Hegel avait donné ces années-là pour présenter son cours et l'objet de la philosophie de l'histoire. Il annonce son projet, qui est non pas d'écrire une simple histoire avec des exemples extraits des évènements, mais de présenter le contenu même de l'histoire en tant qu'elle est universelle.
Il distingue trois manières d'écrire l'histoire : l'histoire originale ; l'histoire réfléchie ; l'histoire philosophique. La première, celle d'Hérodote, fait connaître les évènements et les situations. La méthode de cet historien est de « compose[r] en un tout ce qui appartient au passé, ce qui s’est éparpillé dans le souvenir subjectif et contingent ». Hegel ne considère pas « les mythes, les traditions, les chants populaires et les poèmes en général », car ce sont, selon lui, « des modes confus de commémoration ». Le philosophe revient sur l'importance de l'écriture. Une civilisation aurait beau être trois fois millénaire, comme par exemple l'Inde, elle est « incapable d'évolution culturelle » et ne peut « écrire sa propre histoire » si elle dispose de l'écriture. La lecture de ces historiens permet de connaître l'esprit de la civilisation à laquelle ils appartiennent.
L'histoire réfléchie, elle, est la plus courante. Il s'agit, selon Hegel, « d'une forme d'histoire qui transcende l'actualité dans laquelle vit l'historien et qui traite le passé le plus reculé comme actuel en esprit ». Elle ne se propose que d'étudier la totalité de l'histoire (d'un pays, du monde entier). Il s'agit de faire entrer le lecteur dans chaque période. L'histoire pragmatique fait partie de l'histoire réfléchie : elle vise à « donner une image développée du passé et de sa vie ». Hegel se montre très critique envers la forme d'histoire qui consiste en une « petite psychologie qui s'attarde sur les mobiles des personnages historiques et croit les trouver non dans le Concept mais dans leurs penchants et leurs passions particulières », ainsi que « la compilation moralisante » qui « assaisonne ses racontars de réflexions tirées de l'édification chrétienne ».
L'histoire philosophique, enfin, a un point de vue général, car elle « n'est plus plié à un domaine particulier ». Le point de vue de l'histoire philosophique « n'est pas abstraitement général, mais concret et éminemment actuel parce qu'il est l'Esprit qui demeure éternellement auprès de lui-même et ignore le passé ». Le philosophe connaît « l'Esprit dans son rôle de guide ». En effet, « l'Idée est ce qui mène les peuples et le monde ».

### Introduction de 1830: l'histoire philosophique
Hegel introduit à nouveau son cours sur le rôle de la raison dans l'histoire. Il définit d'emblée la philosophie de l'histoire comme « la considération pensante de cette dernière ». L'homme étant un être pensant, il y a une « participation universelle de la pensée » à l'histoire. L'histoire pragmatique est l'histoire qui établit et précise « l'enchaînement des faits », c'est-à-dire « les causes et les raisons des évènements ». Ainsi, l'« l’unique tâche de l’histoire est la pure compréhension de ce qui a été et de ce qui est, événements et actions ».

### Le concept général de la philosophie de l'histoire

#### L'idée de la Raison
Hegel soutient que la seule idée que la philosophie apporte est, au fond, celle de la Raison. La Raison « gouverne le monde », et par conséquent, « l'histoire universelle s'est elle aussi déroulée rationnellement ». La Raison, en effet, est une « substance, la puissance infinie, la matière infinie de toute vie naturelle ou spirituelle ».
Le but de la philosophie, ici, est « d'éliminer le hasard » : la contingence n'est qu'une nécessité extérieure, c'est-à-dire une cause inattendue. Il faut chercher, dans l'histoire, « un but universel », but final du monde, saisissable par la raison. L'histoire universelle est, selon Hegel, « la manifestation de cette Raison unique, une des formes dans lesquelles elle se révèle ; une copie du modèle originel qui s'exprime dans un élément particulier, les Peuples ».
Partir de la Raison permet de saisir la cohérence de l'histoire. Ainsi, « ll ne faut pas voir avec les yeux naturels ni penser avec l’entendement fini : il faut regarder avec l’œil du Concept, de la Raison, qui pénètre la superficie des choses et transperce l’apparence bariolée des événements ». L'intellect permet d'identifier les causes et les effets ; aussi, de distinguer l'essentiel et de l'inessentiel, et d'éliminer ce dernier. L'entendement permet de saisir les buts secondaires et les différencier du but principal.

#### Les catégories de la conscience historique
Le spectacle de l'histoire apparaît généralement à la pensée sous un certain nombre de catégories. La première est celle du changement, qui résulte des évolutions perpétuelles que subissent les acteurs du monde. Ce spectacle a un côté négatif, car « il est déprimant de voir que tant de splendeur, tant de belle vitalité a dû périr, et que nous marchons au milieu des ruines ». On peut alors ressentir « le deuil désintéressé de la ruine d'une vie humaine brillante ».
Toutefois, la catégorie du changement est rattachée à un aspect immédiat du changement qui est le renouveau. Hegel considère que les philosophies orientales en ont fait le maître aspect de leur métaphysique : la métempsychose proclame le retour continu de ce qui a été. La philosophie occidentale nous offre la deuxième catégorie, celle du rajeunissement, qui « n'est pas un simple retour à la forme antérieure », mais est « une purification et une transformation de lui-même » qui permet à l'Esprit de se renforce et de se répandre dans l'histoire. La troisième catégorie est la Raison elle-même : « elle existe dans la conscience comme foi en la toute-puissance de la Raison sur le monde ».

#### L'idée antique de la Raison
Hegel revient sur la théorie d'Anaxagore, qu'il considère comme un pionnier dans le cadre de sa conception du noûs. Le noûs est « l'Intelligence en général, ou encore la Raison, telle qu'elle gouverne le monde ». La Raison n'est pas une intelligence en tant que conscience de soi : la rotation des planètes obéit à une loi de la raison, mais les planètes ne sont pas conscientes d'elles-mêmes.
Le philosophe rappelle que Socrate, par la plume de Platon, avait critiqué chez Anaxagore non pas tant sa prétention à expliquer le réel par la Raison, mais le fait qu'Anaxagore ne soit pas allé jusqu'au bout de son raisonnement concernant le déploiement de la Raison dans l'histoire. En fait, « la nature n’était pas [encore] comprise comme le développement de la Raison, comme un ordre produit par la Raison en tant que cause première ».

#### L'idée chrétienne de la Providence
L'idée que la Raison gouverne le monde n'est pas inconnue du grand public, selon Hegel, du fait des religions : c'est là « la forme de la vérité religieuse, d'après laquelle le monde n'est pas livré au hasard ou à des causes extérieures et accidentelles, mais est régi par une Providence ». La foi, toutefois, ne convient pas pour comprendre l'histoire universelle : elle « s’oppose à la connaissance du Plan providentiel et à toute application de l’idée de Providence dans les grandes affaires du monde », car « si nous plaçons Dieu au-delà de notre conscience rationnelle, nous nous trouvons du même coup affranchis du souci de connaître sa nature et de reconnaître la présence de la Raison dans l’histoire »,.
Hegel contre-argumente contre ceux qui soutiennent qu'il serait « présomptueux de vouloir connaître le plan de la Providence ». Le philosophe soutient au contraire que « la véritable humilité consiste à vouloir connaître et honorer Dieu en toutes choses, et en premier lieu dans l'histoire ». Hegel déploie sa pensée au sujet de Dieu.

#### La théodicée
Hegel affirme que sa méditation sera une théodicée, c'est-à-dire une explication du mal et du bien dans l'univers. Selon lui, « le mal moral doit être compris et l'esprit pensant doit se réconcilier avec le négatif ». Cela est d'autant plus impératif que, partout où l'on pose les yeux dans l'histoire, le mal semble présent.

### Annexe
L'annexe de la Raison dans l'histoire est un ensemble de pensées d'Hegel, présentées sous la forme de paragraphes. Il soutient que l'Esprit universel est trouvable dans plusieurs domaines de la vie, telle que l'art (où l'esprit est intuition et image), dans la religion (où il est sentiment et représentation), et en philosophie, où il est pensée pure et libre. L'Esprit universel est dans l'histoire universelle, où elle agit comme un tribunal.
Le philosophe réaffirme que « l’histoire est [...] d’après le seul concept de sa liberté, le développement nécessaire des moments de la Raison de sa conscience de soi et de sa liberté : elle est explicitation et la réalisation de l’Esprit universel ». Tous les « États, peuples et individus », grâce à l'Esprit du monde, « affirment leur principe particulier déterminé ». L'histoire peut donc être définie comme « l’acte par lequel l’Esprit se façonne dans la forme de l’événement ».
L'histoire du monde fait qu'un peuple reçoit, par succession, la mission de la prise de conscience de soi de l'Esprit du monde. Pour Hegel, « ce peuple est dominant dans l'histoire du monde pour telle époque donnée - et il ne peut faire époque qu'une seule fois ».
Hegel précise sa théorie de l’État. Il ne s'agit pas d'une forme d'organisation primitive. Toutefois, chaque étape qui mène à l’État (le passage de la famille à la horde, à la tribu, à la foule, etc.), « constitue la réalisation formelle de l'Idée ». Sans État, le peuple est privé d'existence objective et n'est pas reconnu.
L'auteur réaffirme son découpage en mondes historiques, qui va du monde oriental au monde grec, avant d'arriver au monde romain puis au monde germanique.